# Бойова кінозбірка № 12
«Бойова кінозбірка № 12» — дванадцятий фільм серії з тринадцяти радянських бойових кінозбірок, що вийшли в роки Великої Вітчизняної війни. Кінозбірка вийшла на екрани 12 серпня 1942 року. Кінозбірка складається з двох новел («Син бійця» і «Ванька»), присвячених радянським дітям.

## «Син бійця»
На одній ділянці фронту наступаючі гітлерівські війська женуть перед собою групу жінок і дітей, позбавляючи можливості радянських бійців вести вогонь по противнику. Молода жінка з немовлям на руках, охоплена ненавистю до ворога, закликає бійців стріляти.

### У ролях
- Олег Жаков — Воробйов
- Капан Бадиров — головна роль
- Євген Немченко — епізод
- Лариса Ємельянцева — епізод
- Манефа Соболевська — Клава
- Олександра Данилова — мати

### Знімальна група
- Сценарій — Сергій Михалков, Йосип Прут, Габіт Мусрепов
- Режисер — Віра Строєва
- Оператор-постановник — Семен Шейнін

## «Ванька»
Сюжет оповідає про двох підлітків — Ваню і Таню, батьки яких були вбиті фашистами. Діти вирішують пробратися в партизанський загін, щоб помститися вбивцям. Не дійшовши до лісу, де вони сподіваються зустріти партизан, Ваня, злякавшись, тікає назад в село. А Таня, переодягнувшись в костюм хлопчика, який вона знімає з городнього опудала, все ж добирається до лісу.

### У ролях
- Яніна Жеймо —  Танька
- Юрій Боголюбов —  Ванька
- Михайло Жаров — епізод
- Борис Блінов —  командир партизанського загону
- Микола Черкасов — епізод
- Костянтин Сорокін —  денщик
- Катерина Сипавін —  партизанка

### Знімальна група
- Сценарій — Семен Полоцький, Матвій Тевельов, Мануель Большинцов
- Режисер — Герберт Раппопорт
- Оператор-постановник — Володимир Рапопорт
- Художник-постановник — Моїсей Левін
- Композитор — Василь Вєліканов